# Stefania Wilczyńska

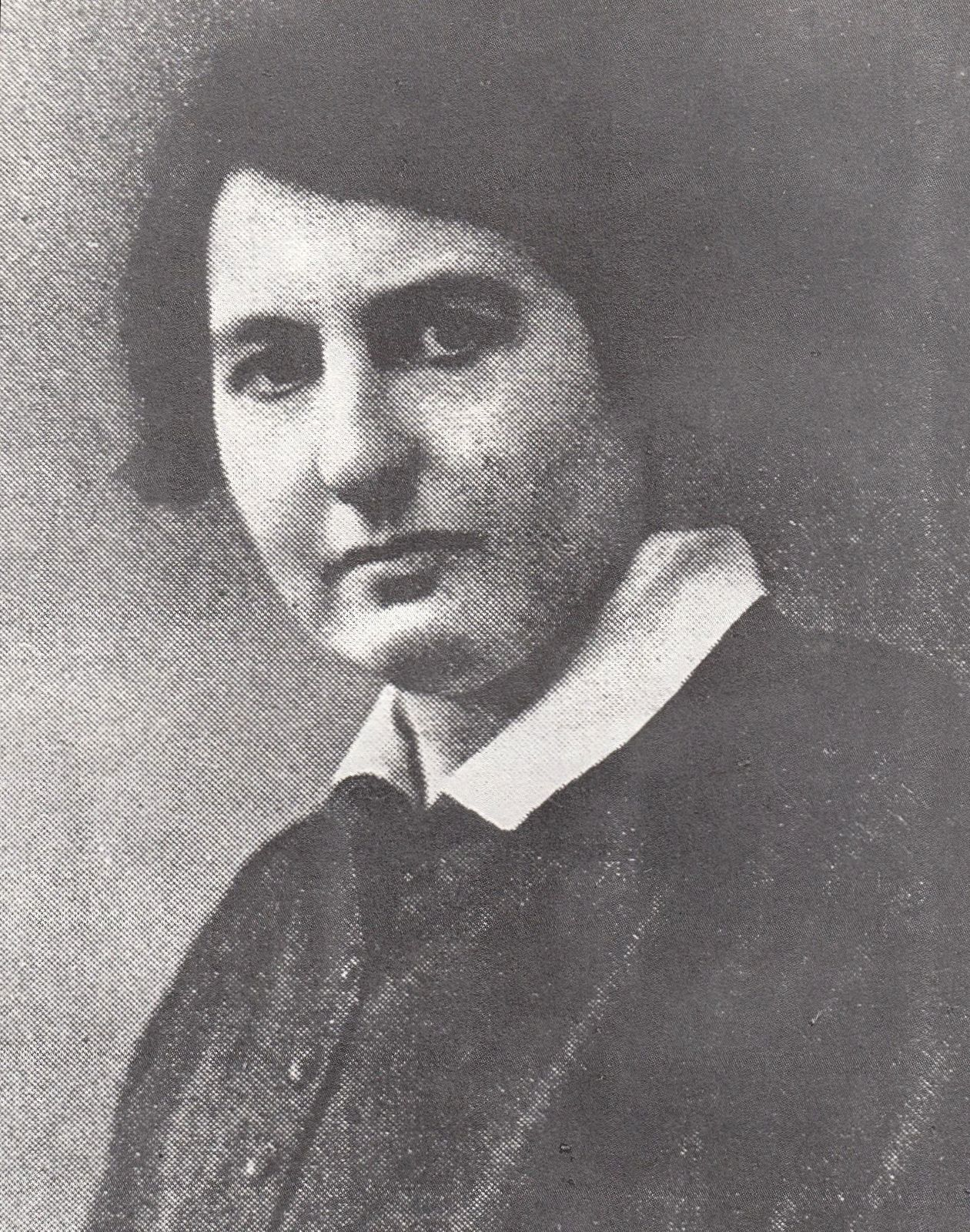
Stefania Wilczyńska (1927)

Stefania Wilczyńska (* 26. Mai 1886 in Warschau; † wahrscheinlich am 6. August 1942 in Treblinka; zusammen mit den ihr anvertrauten Kindern) war eine polnisch-jüdische Lehrerin und Erzieherin und eine enge Mitarbeiterin von Janusz Korczak.

## Leben
Als Tochter von Julian (Isaac) Wilczyński und Salomea geb. Walfisz wuchs Stefania in einer polnischen jüdischen Familie in Warschau auf. Nach dem Besuch einer privaten Mädchenschule, die von Jadwiga Sikorska geleitet wurde, studierte sie Naturwissenschaften an der Universität Lüttich in Belgien. 1912 kam sie als Volontärin in das von Janusz Korczak gegründete „Dom Sierot“ („Waisenhaus“) in der Krochmalna-Straße 92 in Warschau, ein Heim für jüdische Waisenkinder, wo sie sehr bald Leitungsaufgaben übernahm und gemeinsam mit Korczak innovative pädagogische Methoden einführte, welche die eigenständige Persönlichkeit der Kinder respektierten. Stefania Wilczyńska bezeichnete sich selbst als Schülerin Maria Montessoris. Im Ersten Weltkrieg und während Korczaks Reisen nach Palästina 1934 und 1936 übernahm sie die alleinige Leitung des Hauses. Sie selbst reiste wiederholt ebenfalls nach Palästina und lebte ab 1935 im Kibbuz En Harod. Obwohl sie ernsthaft erwog in Palästina zu bleiben, kam sie 1939 zurück nach Warschau ins „Dom Sierot“ und arbeitete zusammen mit Janusz Korczak bis zu beider Tod in Treblinka.

## Tätigkeit im Warschauer Ghetto
Mit Beginn des Zweiten Weltkriegs setzte im besetzten Polen eine massive Diskriminierung, Separation und Verfolgung der Juden durch die deutschen Besatzer ein. Nach dem Befehl zur Umsiedlung der jüdischen Bevölkerung Warschaus in das Warschauer Ghetto im Oktober 1940 musste auch das Dom Sierot umziehen, da das Gebäude knapp außerhalb des vorgegebenen Stadtviertels lag. Dieses wurde dann ins Ghetto verlagert, zunächst in die Chłodna-Straße 33 und später in die Sienna-Straße 16 und Śliska-Straße 9. Wilczyńska leitete den Umzug des Waisenhauses, da Korczak zu dieser Zeit inhaftiert war. Sie sorgte mit Korczak maßgeblich dafür, dass die rund 200 Kinder trotz der grausamen Realität des Ghettos versorgt und bis zur Deportation nach Treblinka vergleichsweise beschützt wurden.

## Deportation und Tod

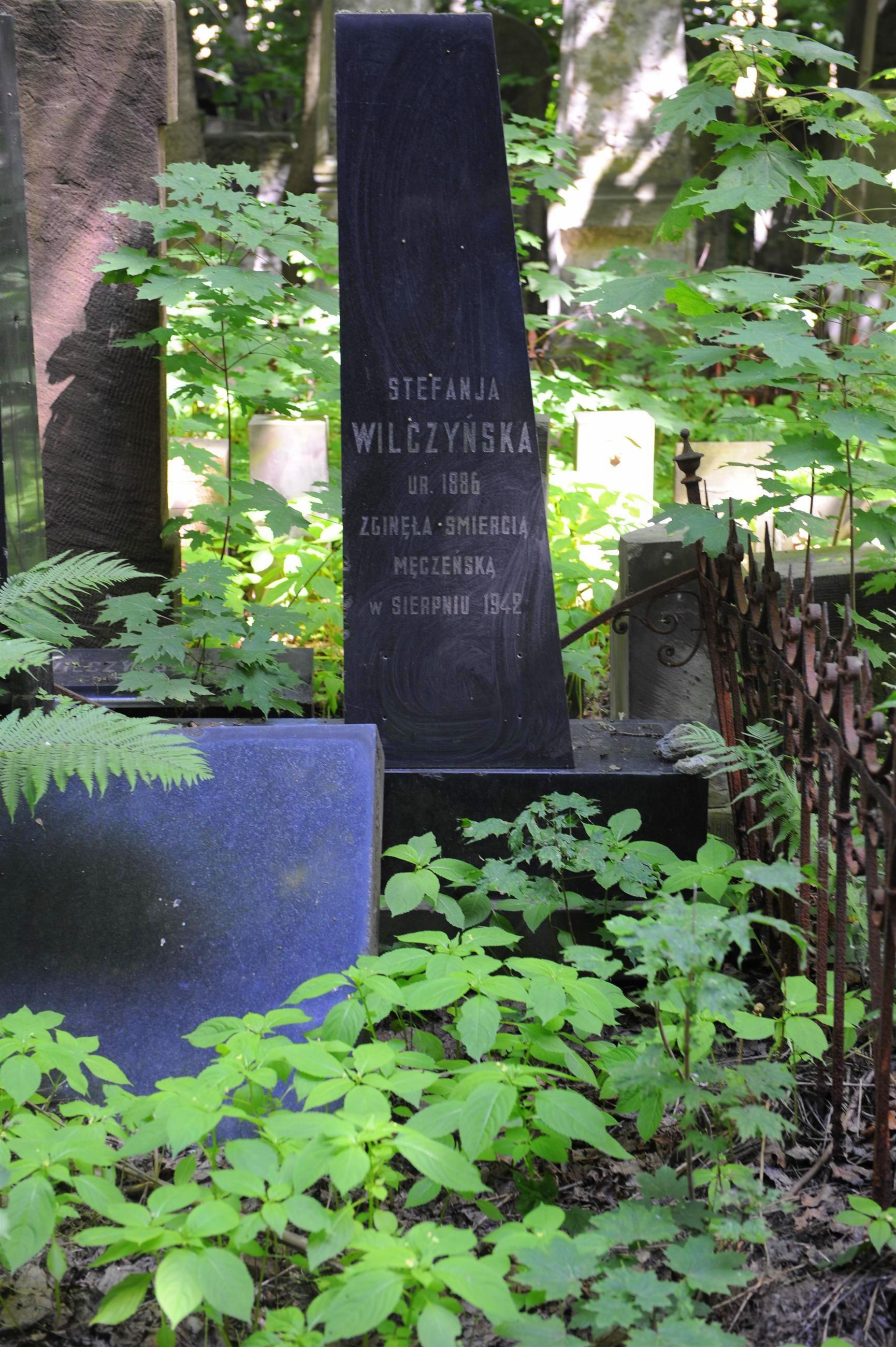
Symbolisches Grab von Stefania Wilczyńska auf dem jüdischen Friedhof in Warschau

Im August 1942 wurden die etwa 200 Kinder des Waisenhauses von der SS zum Transport in das Vernichtungslager Treblinka abgeholt. Obwohl bekannt war, dass dies den Tod bedeutete, wollten Wilczyńska und Korczak die Kinder nicht im Stich lassen und bestanden darauf, mitzufahren.
Auf der Grabstätte ihrer Eltern in der Hauptallee des jüdischen Friedhofs in der Okopowa-Straße in Warschau (Quartier 64, Reihe 1) befindet sich ihr symbolisches Grab.

## Würdigung
Stefania Wilczyńska wurde mehrfach in Filmen über Korczak von jeweils unterschiedlichen Schauspielerinnen dargestellt.
Auch im Tragical Im Schatten der Mauer spielt ihre Person eine Rolle.

## Bibliografie
- Wilczyńska, Stefania: Słowo do dzieci i wychowawców, 2004. ISBN 8-388-47715-3. 262 Seiten.[6]